# Shixinggia
Shixinggia là một chi khủng long, được Lü & Zhang B. mô tả khoa học năm 2005.